# スコレー (ファッションブランド)
『スコレー』（ΣΧΘΛΗ）は、1990年 - 1996年頃（詳細不明）までレナウンが展開していた生活総合ブランド。
- 2018年1月より、レナウンのグループ会社・レナウンインクスが、主に30〜40代の女性をターゲットにしたレディース・ルームウェアブランドとして再び「スコレー」ブランドを立ち上げた。なお、ブランドロゴデザインは、前述の総合ファッションブランド「スコレー」のロゴデザインの発音記号部分(skɔ'leː)の「ɔ'」が「o'」に変更されただけで、それ以外は書体も含め、全く同じである。

## 概要
ΣΧΘΛΗ(skɔ'leː)とは、ギリシャ語で「自由時間」という意味である。
- 「休日の白いシャツ」をブランドコンセプトに掲げ、『オフタイムをゆったり気分良く過ごせたら、生活がより豊かになるのでは』と提案された、レナウンのオリジナル生活総合ブランドで、トップス・シャツ等のクロージングを始め、生活雑貨や家具など、シンプルでベーシックなデザインアイテムを数多く展開し、メインの定番ラインナップとして毎季、様々なバリエーション・デザインの「白いシャツ」や、カラーバリエーション豊富な「カラーシャツ」の展開に積極的であった。また、早くよりエコロジーも意識した商品も見られた。例えるならば今でいう、UNIQLOの高級志向版といった印象も窺えた。 レディースクロージングでも、比較的ゆったりとした造りのトップスも多く、サイズ表記では「UM（Unisex M）」サイズや「US（Unisex S）」サイズであったりと、性別を問わない男女兼用サイズの商品も展開していた稀有なブランドでもあった。そのため、ブランド初期のカタログにおいては外国人の成人男性モデルも起用されていた。
- 様々な商品カテゴリーを展開していたが、ブランドの顔ともいえる正式なブランドロゴを全商品に必ずしも表記させておらず、中にはブランドロゴや「ΣΧΘΛΗ」という文字すらどこにも表記されていない、どこのブランドアイテムかもわからないような商品（主に、キッチン用品・文房具・オーナメント等）が多く存在していたり、正式なブランドロゴをタグ・印刷・刻印等のいずれかで表記せずに、「ΣΧΘΛΗ」という文字をデザイン化させただけの商品も多く存在していたため、今ひとつブランドの統一感として欠けていた部分もあった。
- 1990年のブランド立ち上げ当時は、都内一等地である南青山や自由が丘を筆頭に、神奈川県では藤沢など全国数箇所に直営の路面店、池袋東武を始めとした都内主要百貨店でのテナント出店や、取扱い店舗を全国各地に展開していた。また、地方店舗は比較的好調であったため、地方での成功を期待したものの、1994年頃より収益が振るわなくなり、路面店や都内百貨店テナント・取扱い店も次々と撤退し、あっという間に規模を縮小し、1996年頃には取扱い店舗すら見かけなくなってしまった。

## 展開していたカテゴリー
- レディース
- ユニセックス （一部のシャツクロージングのみ）
- キッズ ※1990年 - 1991年まで
- バッグ類 （レディースのみ）
- シューズ類 （レディースのみ）

靴、ルームシューズ、レインシューズ など
- ファッション小物

靴下、帽子類、ストール、マフラー、手袋 など
- アクセサリー小物

ボタンカバー、カフス、マンテル、シャツプレート、シャツクリップ、ブローチ、チョーカー、アームバンド、サスペンダー、ベルト など
- 食器類・テーブル用品

マグカップ、ティーカップ、ティーポット、グラス、皿、ボウル、ランチョンマット、ランチボックス、ランチバッグ、食品保管ボトル など
- 生活雑貨

雨傘、日傘、レインコート、ラグマット、クッションカバー、ハンドタオル、コインケース、アウトドア用品（折り畳み椅子、折り畳みカトラリー）、花瓶、バスケット、文房具、オーナメント（クリスマス用）、パフューム・ギャレ（芳香石）、ラッピング用品、ぬいぐるみ（テディベア）、万華鏡、写真立て、チェス など
- ファニチャー（シェーカー）

テーブル、椅子、ソーイングボックス
- その他消耗品

キャンドル、紅茶葉 など

## かつて出店していた店舗

### 路面店
スコレー・ハウス　南青山、自由が丘、藤沢 ほか

### 百貨店
札幌そごう、南浦和丸広、池袋東武、新宿小田急、渋谷西武、有楽町阪急、町田東急、甲府岡島、名古屋三越 星ヶ丘店、名鉄西尾百貨店、名張近商 桔梗ヶ丘店、大阪松坂屋、川西阪急、京都阪急、須磨大丸、博多井筒屋、長崎浜屋、久留米岩田屋 ほか

### ショッピングセンターほか取扱いセレクトショップ等
※小文字「」表記は取扱いセレクトショップ等のレナウン社直営でない店舗
札幌/ヨークマツザカヤ、仙台/ダックシティ丸光、栃木氏家（現・さくら市）/プラスワン、下北沢/ワンダーランド「GIG」→ペルモ「GIG」、吉祥寺/「アシスタ・モミジ」、小田原/VIVRE、富士/静岡伊勢丹 コリドー・フジ、富士宮/スコレー、沼津/イシバシプラザ「NOA」、神戸住吉/シーア、広島/アルパーク天満屋、今治/VISAGE、福岡/エリア・ドゥ、鹿児島/山形屋「WHAT」 ほか多数

## キャッチコピー
- 1990年 - 鳥も休む。花も休む。 休日の白いシャツ＜スコレー＞。
- 1991年 - 休んでも、会いたい。 休日の白いシャツ＜スコレー＞。
- 1992年 春夏期 - 遺伝子が、「遊べ」という。 白いシャツでくらそう。スコレー。
- 1992年 秋冬期 - 遺伝子が、「遊べ」という。 白いシャツでくらそう。スコレー。
- 1993年 春夏期 - 幸福な猫は、あくびする。 自由時間の白いシャツ。スコレー。
- 1993年 秋冬期 - 羽が、のびてきたよ。 白いシャツで過ごす、いい時間。スコレー。
- 1994年 春夏期 - 体内時計のネジを巻く。 白いシャツで過ごす休日。スコレー。
- 1994年 秋冬期 - 今日、私のプラグを抜いてみる。 白いシャツ、いい一日。スコレー。
- 1995年 春夏期 - 天使といっしょに昼寝する。 洗いたての休日。スコレーの白いシャツ。
- 1995年 秋冬期 - わたしを洗う白いシャツ。スコレー。
- 1996年 春夏期 - やさしい気持ちに、着がえましょう。スコレー。
- 1996年 秋冬期 - 好き、と言えた。 気持ちが丸くなる、シャツです。スコレー。

## イメージモデル
- 観月ありさ（1990年 - 1996年）

観月はスコレーブランド立ち上げ当初より、長年に渡りイメージモデルとしてブランドイメージポスター、コレクションカタログ等に起用されていた。またテレビCMでは、「口笛を吹く少女」や、“ハロー CQCQ こちら X92ΣXO -”と無線コードを言いながら、京人参を掘り出す『遺伝子が、「遊べ」という。』篇、「ゴム跳びをする少女」で、当時の観月の透明感とCMのインパクトが一躍話題となった。なお、テレビCMは1990年 - 1992年まで製作しオンエアされていた（同時に駅貼りポスターでの展開も行っていた）が、1993年以降はレナウンの経営事情によりテレビCMでの宣伝広告は打ち切りとなり、1993年 - 1995年までは駅貼りポスターのみの展開を行っていた。
- 江角マキコ（1993年 - 1995年）

江角は上記契約期間、コレクションカタログのみに起用されており、また、その時期には観月と2人でコレクションカタログに登場していた。この契約期間中に、江角がテレビドラマ等で活躍し始めブレイクしたため、メインモデルを務めていた観月よりもギャラが高値になったという逸話もある。

## その他
- 生活雑貨としては比較的高価なものが多く、また特に実用性が低いアイテムほど高価であったという印象が強い。